# Agent national
L'agent national era una funzione creata nel periodo della Rivoluzione francese, durante il Terrore.
Il 28 brumaio anno II (18 novembre 1793), Billaud-Varenne presenta a nome del Comitato di salute pubblica un rapporto sull'organizzazione del Governo rivoluzionario ed un progetto di decreto adottato dalla Convenzione nazionale il 4 frimaio (14 dicembre). Questo decreto stabilisce, nella sua seconda sezione, articoli 8 e da 13 a 22, degli agent national (Agenti della nazione) per rappresentare il governo presso le amministrazioni dei distretti e dei comuni, in sostituzione dei procuratori-sindaci di distretto, dei procuratori del comune e dei loro sostituti.
Ai sensi dell'articolo 14, questi "agent national" sono « incaricati di richiedere e perseguire l'esecuzione delle leggi, così come di denunciare le negligenze fatte nell'esecuzione, e i reati che potrebbero commettersi ». A differenza di altre autorità, aventi sede fissa, « sono autorizzati a spostarsi e a percorrere il circondario del loro territorio, per sorvegliare e assicurarsi con certezza che le leggi sono eseguite correttamente ». Questa attività di controllo (tanto sulle autorità costituite che sugli individui) e l'estensione della loro area di intervento (la sorveglianza sull'applicazione delle leggi e delle decisioni della Convenzione e dei suoi comitati) forniscono loro un grande potere.
Ai sensi dell'articolo 15, i procuratori-sindaci dei distretti e procuratori dei comuni sono stati mantenuti in queste nuove funzioni, « ad eccezione di quelli che sono nella casistica di essere destituiti ».
Dopo le dure persecuzioni contro quelli tra loro che erano rimasti fedeli a Robespierre il 9 termidoro, che segna il trionfo degli ultraterroristi, gli "agents national" sono soppressi il 28 germinale anno III (17 aprile 1795) da una Convenzione nazionale divenuta a maggioranza termidoriana.

## Qualche "agent national"
- Philippe Buonarroti, agent national generale del circolo di Oneglia
- Pierre-Gaspard Chaumette, procureur-syndic poi agent national della Commune di Parigi
- François-Michel Lantrac, agent national del Dipartimento di Gers
- Claude-François de Payan, agent national della Commune di Parigi
- Gilles-Louis Richard, agent national della commune d'Ernée
- Jean François Philibert Rossée, procureur-syndic poi agent national del distretto di Belfort
- Gabriel Jérôme Sénar, agent national della commune di Tours
- Camille Teisseire, agent national della commune di Grenoble
- Thomas Bouquerot de Voligny, agent national del distretto di Clamecy